# Sanaullah Zehri
Sardar Sanaullah Khan Zehri ou plus simplement Sanaullah Zehri (ourdou : سردار ثناء اللہ خان زہری), né à Khuzdar le 4 août 1961, est un homme politique pakistanais. Membre de la Ligue musulmane du Pakistan (N), il est ministre en chef de la province du Baloutchistan le 24 décembre 2015.

## Jeunesse et éducation
Sanaullah Zehri est né le 4 août 1961 à Anjeera, dans le district de Khuzdar, dans la province du Baloutchistan. Il est issu d'une tribu gurjar, minorité ethnique de la province. Son père Sardar Doda Khan Zehri était un chef tribal ayant participé au Mouvement pour le Pakistan. Sanaullah obtient un baccalauréat universitaire ès lettres de l'Université du Balouchistan en 1983.

## Carrière politique
Sanaullah Zehri est élu à l'Assemblée provinciale du Baloutchistan lors des élections législatives de 1988 et devient ministre dans le gouvernement local. Il est réélu lors des élections de 1990. En 1997, il rejoint le Parti national baloutche puis est élu sénateur la même année.

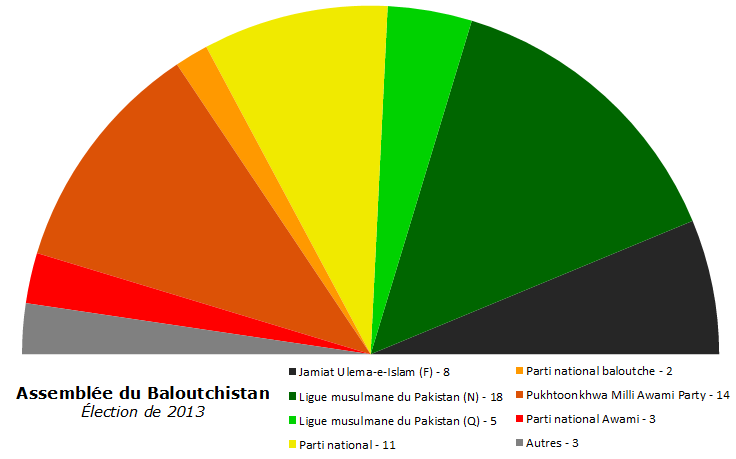
Composition de l'Assemblée provinciale du Baloutchistan après les élections de 2013.

Lors des élections législatives de 2002, il est élu député à l'Assemblée provinciale du Baloutchistan sous l'étiquette du Parti national. Ce dernier décide cependant de boycotter les élections suivantes de 2008, choix contesté par Sanaullah Zehri qui se présente sous une étiquette dissidente. En janvier 2010, il rejoint la Ligue musulmane du Pakistan (N).
Lors des élections législatives de 2013, il se présente sous cette nouvelle étiquette dans la première circonscription de Khuzdar à l'Assemblée provinciale du Baloutchistan et est élu avec 45 % des voix. Alors que son parti gagne au niveau national, il forme dans la province une coalition avec le Parti national et le Pashtunkhwa Milli Awami. Les accords dit de « Murree » prévoient le partage du pouvoir dans la province, Abdul Malik Baloch occupant le poste de ministre en chef lors de première la moitié de la législature puis Sanaullah Zehri pour la seconde. Ainsi, il prend ses fonctions de chef du gouvernement local le 24 décembre 2015.
À six mois de la fin de son mandat, la coalition au pouvoir dans la province éclate à la suite de nombreuses défections au sein de la Ligue musulmane du Pakistan (N). Sanaullah Zehri démissionne le 9 janvier 2018 alors qu'il est menacé par une motion de censure et est remplacé par Abdul Quddus Bizenjo. Il est l'un des rares hommes politiques de la province à rester fidèle à la Ligue et devient même le seul membre de ce parti à l'Assemblée du Baloutchistan après les élections législatives de 2018, étant réélu de justesse dans sa circonscription avec 34,2 % des voix contre 34,1 % pour le candidat du Muttahida Majlis-e-Amal.